# Seznam džamij v Sloveniji
Seznam džamij v Sloveniji.

## Seznam

### J
- Džamija na Jesenicah

### L
- Džamija v Ljubljani
- Džamija v Logu pod Mangartom (nekoč)